# À la suite

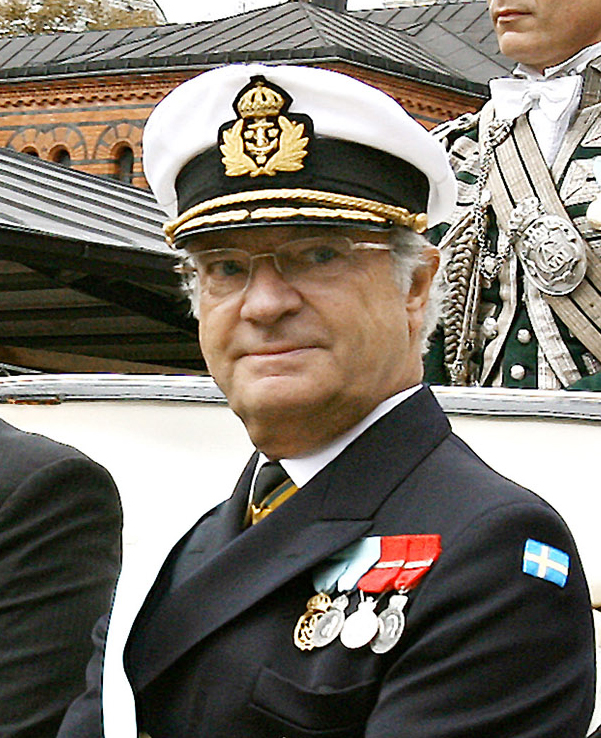
Carl XVI Gustaf i amiralsuniform den 11 september 2007.

À la suite (uttal: a-la-suítt) är ett franskspråkigt uttryck som betyder "i följden" (efter någon). I militärt språkbruk användes uttrycket om en officer eller person som inte innehar någon officiell ställning inom ett regemente eller en kår men som får bära dess uniform samt har en specificerad grad. À la suite kunde även utdelas till officerare som lämnade regementet, exempelvis efter pension.
Kung Carl XVI Gustaf är sedan 1975 Försvarsmaktens högste representant (åren 1973–1974 var han Krigsmaktens högste befälhavare under 1809 års regeringsform) och innehar dess högsta grader, dock för han inte befäl och kan således sägas vara general à la suite i svenska armén, amiral à la suite i flottan och general à la suite i flygvapnet.[källa behövs]
Uttrycket à la suite användes i synnerhet i Preussen under 1700- och 1800-talen, men började falla bort under det tidiga 1900-talet.